# Biffa
Biffa plc è un'azienda britannica attiva nel settore della gestione dei rifiuti. Copre il 95% dei codici postali del paese ed è il maggior operatore britannico nel campo della gestione dei rifiuti. È quotata presso la Borsa di Londra nell'indice FTSE 250.

## Storia
Fu fondata nel 1912 come Richard Biffa Ltd. da Richard Henry Biffa e dopo una lunga fase di espansione fu acquisita nel 1971 da British Electric Traction (BET).
Nel 2021 ha acquisito per 82,5 milioni di sterline Company Shop Group, il maggior operatore di redistribuzione di cibo e prodotti per la casa in surplus.